# 藤井千帆
藤井 千帆（ふじい ちほ、1995年11月8日 - ）は、日本の俳優。
神奈川県横浜市出身。株式会社ディケイド BIRD LABEL所属。以前は宝映テレビプロダクション、アミューズに所属していた。

## 略歴
- 2007年より3年間、NHK教育『天才てれびくんMAX』にてれび戦士として出演。
- 2010年、ファッション雑誌『ピチレモン』第18回ピチモオーディションでグランプリを獲得し、2012年まで専属モデルを務める。
- 2013年4月から2016年7月まで、虎姫一座二期生として活動[1][2]。

## 人物
- 中学では美術部に所属[3]。
- 好きなスポーツはバドミントン[4]。
- 2人姉弟の長女[5]。
- 好きな音楽はaiko、星野源、サカナクション[6]。

## 出演

### ドラマ
- GTO（2012年7月 - 9月、関西テレビ）- 大塚真由美 役[7]
  - GTO 秋も鬼暴れスペシャル（2012年10月2日）
  - GTO 正月スペシャル! 冬休みも熱血授業だ（2013年1月2日）
  - GTO 完結編 〜さらば鬼塚! 卒業スペシャル〜（2013年4月2日）
- ザ・ブラックカンパニー 第2話（2018年、フジテレビONE/TWO/NEXT）
- ぞくり。怪談夜話 「キセキ」（2018年、TOKYO MX）
- Iターン（2019年、テレビ東京）
- トップナイフ -天才脳外科医の条件- 第3話（2020年1月25日、日本テレビ）
- ハイポジ 1986年、二度目の青春。 第4話（2020年2月2日、テレビ大阪・BSテレ東）
- 愛なき森で叫べ : Deep Cut（2020年、Netflix）
- 全裸監督 シーズン2（2021年、Netflix）
- ヒヤマケンタロウの妊娠（2022年、Netflix）
- 痛ぶる恋の、ようなもの（2024年3月8日 - 、テレビ東京） - 金森恭子 役[8]
- さよならのつづき（2024年11月14日、Netflix） - 佐藤初美 役[9]

### 映画
- 愛なき森で叫べ - 園子温監督（2019年）
- A PHANTOM BLOOM - Andrew C. Jacob 監督（2020年）
- 男、帰郷する - 笹ヶ瀬寛大監督（2020年）-未公開
- Be Here Now - 西本達哉監督（2020年）
- プリズナーズ・オブ・ゴーストランド - 園子温監督（2021年）
- 偽りのないhappy end - 松尾大輔監督（2021年）
- あいつをよろしく - 立薗駿監督（東京藝術大学映画専攻 終了制作、2022年）
- ゆめのまにまに - 張元香織監督（2022年）

### バラエティ
- 天才てれびくんMAX（2007年4月 - 2010年3月、NHK教育）てれび戦士[10]
- すイエんサー（2010年10月 - 2014年3月、NHK教育）すイエんサーガールズ
- マサカメTV-パイロット版『常識くるっと変換ショー マサカメTV!』（2012年10月27日、NHK総合）

### 舞台
- 素顔♪音符「ポンポン島」
- 素顔♪音符「湯けむり温泉 桜の宿」（2012年）
- 劇団ゲキハロ特別公演　シアターグリーン3館同時公演「さくらの花束」（2013年3月14日 - 24日）
- 昭和歌謡レヴュー「シャボン玉だよ!牛乳石鹸!!」（2013年）
- 昭和歌謡レヴュー「エノケン笠置のヒットソングレビュー!!」（2013年）
- 東京モダンガールズ〜天海からの贈りもの〜（2014年）
- アミューズカフェシアタープレオープン SAETORA（サエラ&虎姫一座）「Thank you for the music〜We are Dancing Queens!」（2014年6月24日 - 7月13日）
- アミューズカフェシアターグラウンドオープン SAETORA（サエラ&虎姫一座）（2014年7月19日 - 8月31日）
- 虎姫一座のTHANK YOU FOR THE MUSIC（2014年9月5日 - 11月26日、2016年3月23日 - 4月10日）
- これが浅草レヴュー「虎姫一座」だ!（2014年12月5日 - 2015年5月6日 ）
- これが浅草レヴュー「虎姫一座」だ!〜60年代を突っ走れ！〜（2015年5月15日 - 2016年7月31日）
- 女々presents「エグ女3」作/演出:金沢知樹（2017年）
- フロアトポロジー「オールアップ」演出:坂牧良太（2018年）
- ブス会＊「エーデルワイス」作/演出:ペヤンヌマキ（2019年）
- ほろびて「コンとロール」作/演出:細川洋平（2021年）

### CM
- アキレス 瞬足（2007年）
- ファミリーマート「香取ファミ平さま御来店」篇（2019年）
- ディアナチュラ 39アミノ「食生活が気になりだしたら。」篇（2020年）
- 健康保険組合連合会『愛のけんぽ』WEBドラマ（2021年）
- UHA瞬間サプリ   ビューティーな毎日篇（2021年）
- 大鵬薬品 ゼノールエクサムFX  ゼノールを求める女性篇（2021年）

### ミュージックビデオ
- 酔蕩天使 「タクシードライバーブルース 」（2022年）

### スチール
- ニッセン

### DVD
- 天才てれびくんMAXスペシャル 夏イベ 2009 『Dreaming~時空をこえる希望の歌~』- 日本コロムビア（2010年）
- すイエんサーSeason3 「ん」の巻 お料理の超びっくりなスゴ技に感激!-ポニーキャニオン（2012年）
- すイエんサーSeason3 「エ」の巻 激突! ほんとに東京大学とガチンコ対決しちゃいました~!-ポニーキャニオン（2012年）
- 劇団ゲキハロ特別公演 ℃-ute主演舞台 「さくらの花束」-アップフロントワークス（2013年）
- ぞくり。怪談夜話 投稿実話物語 冥-ビデオメーカー（2018年）
- ぞくり。怪談夜話 真夏の厳選集2020-ビデオメーカー（2020年）

### イベント
- 山本浩司と松浦祐也の拝啓、デ・ニーロ様。-阿佐ヶ谷ロフト（2020年3月10日）

### CD
- 天才てれびくんMAX MTK the 12th -コロムビアミュージックエンタテインメント（2008年）
- 天才てれびくんMAX MTK the 13th -コロムビアミュージックエンタテインメント（2009年）
- 天才てれびくんMAX 2010年度 MTK第1弾 セカイカラー☆LOVE -コロムビアミュージックエンタテインメント（2010年）
- Sweet Answer-すイエんサーガールズ- 日本コロムビア（2012年）
- ピカッと!アハッと!体操-すイエんサーガールズ- 日本コロムビア（2013年）

### 書籍
- ピチレモン（2010年6月号 - 2012年4月号、学研パブリッシング）専属モデル
- 天才てれびくんMAX てれび戦士フォトブック in 夏イベ2010 - 学研ムック（2010年）
- 週刊プレイボーイ-集英社（2011年3月14日号）
- NYLONJAPAN-カエルム（2014年2月号）